# Ingrid Hirschhofer
Ingrid Hirschhofer (* 30. November 1963 in Schwarzensee, Niederösterreich) ist eine österreichische Grasskiläuferin. Sie wurde in ihrer bereits 37 Jahre andauernden Karriere 22-fache Weltmeisterin, 16-fache Europameisterin und 95-fache Österreichische Meisterin. Außerdem gewann sie 19-mal den Gesamteuropacup und achtmal den Gesamtweltcup, womit sie die erfolgreichste Sportlerin im Grasskilauf ist. Sie wurde 1996 mit dem Silbernen und 2004 mit dem Goldenen Ehrenzeichen für Verdienste um die Republik Österreich ausgezeichnet.

## Karriere
Hirschhofer wuchs mit zwei Geschwistern in der elterlichen Landwirtschaft auf. Im Alter von knapp zwölf Jahren verfolgte sie erstmals ein Grasskirennen. Auf Anhieb war die junge Niederösterreicherin von diesem Sport begeistert, weshalb sie kurz darauf von ihren Eltern die ersten Grasskier bekam. Bald wurden Trainer auf ihr großes Talent aufmerksam und 1976 begann sie den Sport wettkampfmäßig auszuüben. Bei der Junioreneuropameisterschaft 1976 gewann sie die Titel im Slalom und im Riesenslalom und bei der Europameisterschaft holte sie im selben Jahr die Bronzemedaille im Riesenslalom.

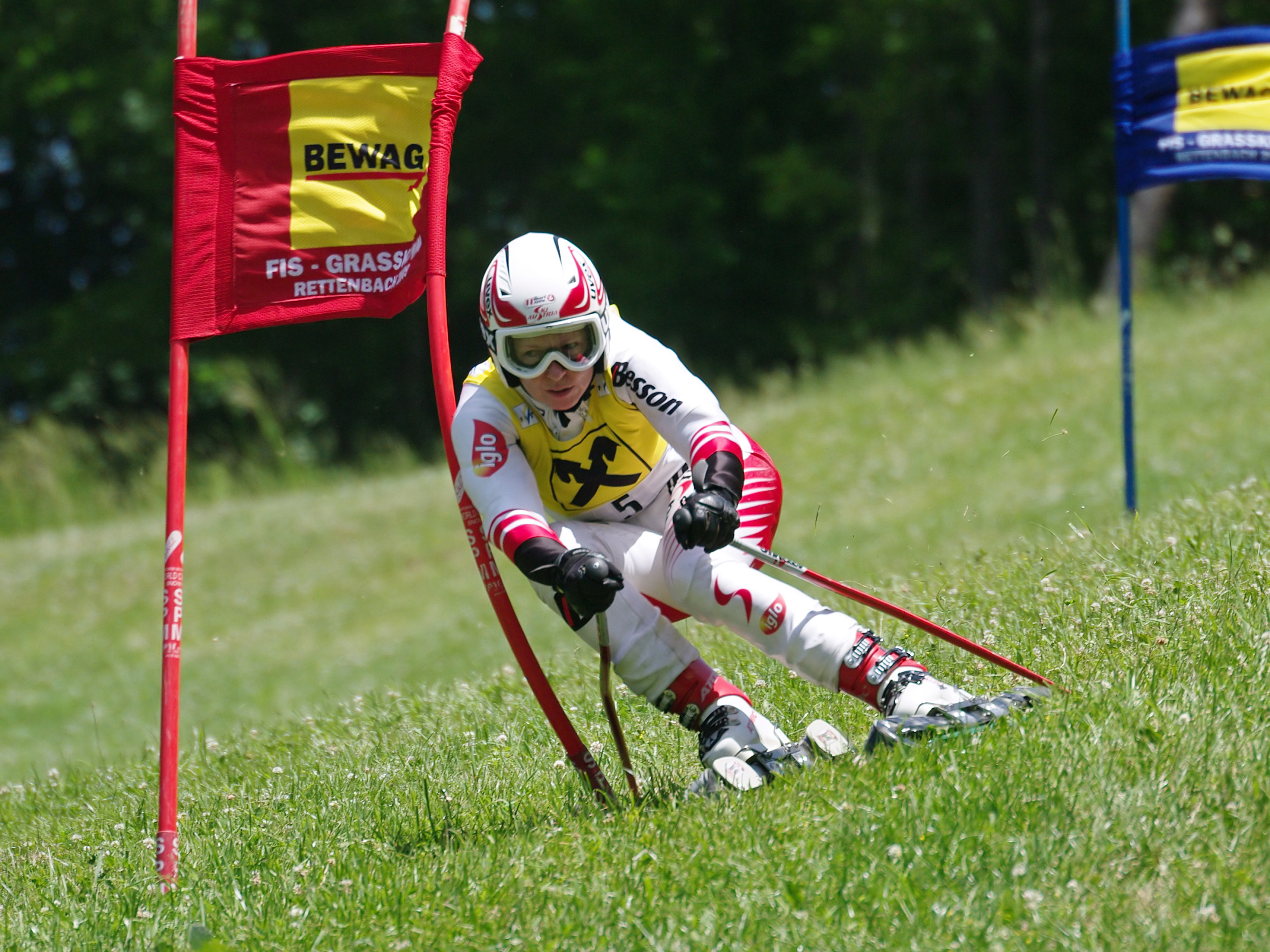
Hirschhofer bei den österreichischen Meisterschaften 2010

Im Jahr 1977 wurde Hirschhofer ins österreichische Grasski-Nationalteam aufgenommen. Sie absolvierte ihre erste komplette Saison im Europacup und belegte den dritten Gesamtrang. Bei der Europameisterschaft 1978 gewann sie die Silbermedaille in der Kombination und Bronze im Slalom. In der Saison 1979 gewann Hirschhofer im Alter von 15 Jahren zum ersten Mal die Europacup-Gesamtwertung und bei der ersten Grasski-Weltmeisterschaft 1979 im US-Bundesstaat Virginia gewann sie zwei Goldmedaillen im Slalom und in der Kombination. Auch bei den ersten Österreichischen Meisterschaften konnte sie beide Bewerbe (Slalom und Riesenslalom) für sich entscheiden.
Bis zum Beginn der 1990er-Jahre konnte Hirschhofer ihre Siegesserie bei nationalen und internationalen Wettkämpfen fortsetzen. Sie wurde bis 1990 zehnfache Weltmeisterin, siebenfache Europameisterin und gewann zehnmal die Gesamtwertung im Europacup. Im Jahr 1991 musste sie jedoch wegen eines Kreuzbandrisses während der gesamten Saison pausieren. Im nächsten Jahr gelang der 28-Jährigen aber sofort wieder die Rückkehr an die Weltspitze. Sie gewann erneut den Europacup und konnte diesen Sieg bis zum Jahr 2000 achtmal in Folge wiederholen. Bei der Europameisterschaft 1992 in Faistenau gewann sie drei Goldmedaillen im Slalom, im Super-G und in der Kombination sowie die Silbermedaille im Riesenslalom. Bei der Weltmeisterschaft 1993 im italienischen Asiago entschied sie sogar alle vier Bewerbe für sich. Dasselbe gelang ihr ein Jahr darauf bei der Europameisterschaft 1994 im slowakischen Kálnica, wo sie ebenfalls alle vier Goldmedaillen gewann. Jeweils zwei weitere Titel holte sie bei der Weltmeisterschaft 1995 und bei der letzten ausgetragenen Europameisterschaft im Jahr 1996, womit sie ihre EM-Gesamtbilanz auf 16 Gold-, 9 Silber- und 5 Bronzemedaillen erhöhte. Danach folgten zwei Weltmeisterschaften ohne Titelgewinn. 1997 gewann sie in Müstair dreimal Bronze und 1999 in Gaal dreimal Silber sowie einmal Bronze. Bei der Weltmeisterschaft 2001 stand sie im Slalom und in der Kombination wieder zweimal ganz oben auf dem Siegerpodest, womit sie bereits 18fache Weltmeisterin war.
In dem seit der Saison 2000 ausgetragenen Grasski-Weltcup musste sich Hirschhofer in den ersten beiden Jahren der Tschechin Sylva Lipčíková geschlagen geben und belegte jeweils den zweiten Gesamtrang. Im Jahr 2002 gelang ihr der erste Gesamtsieg im Weltcup, den sie bis 2009 siebenmal in Folge verteidigen konnte. Erst in der Saison 2010 endete diese Erfolgsserie. Hirschhofer fuhr zwar in acht der elf Weltcuprennen auf das Podest, blieb aber ohne Sieg und fiel hinter der neuen Gesamtsiegerin Anna-Lena Büdenbender aus Deutschland sowie der Japanerin Yukiyo Shintani auf den dritten Platz zurück. 2011 erreichte sie mit einem Sieg und weiteren sechs Podestplätzen den zweiten Gesamtrang hinter der Tschechin Zuzana Gardavská. Die Saison 2012 musste Hirschhofer nach zwei Weltcupsiegen und weiteren drei Podestplätzen zur Halbzeit verletzungsbedingt beenden. Sie war beim Einfahren für den Weltcup-Super-G in San Sicario schwer gestürzt, erlitt Brüche des Sprunggelenks sowie der Speiche und verlor zwei Zähne.
Bei den Weltmeisterschaften in Castione della Presolana 2003 und Dizin 2005 gewann Hirschhofer jeweils zwei weitere Goldmedaillen und damit bereits insgesamt 22 Weltmeistertitel. Bei den nächsten Großereignissen blieb Hirschhofer ohne Titel. Bei der Weltmeisterschaft 2007 in Olešnice holte sie zwei Silber- und eine Bronzemedaille und bei der Weltmeisterschaft 2009 in Rettenbach, mittlerweile im Alter von 45 Jahren, eine Bronzemedaille in der Super-Kombination. 2011 folgten bei der Weltmeisterschaft in Goldingen zwei weitere Bronzemedaillen im Slalom und im Super-G.

## Erfolge

### Weltmeisterschaften
- 43 Medaillen (22× Gold, 9× Silber, 12× Bronze) in 16 Weltmeisterschaften

### Europameisterschaften
- 30 Medaillen (16× Gold, 9× Silber, 5× Bronze) in 12 Europameisterschaften

### Weltcup
- 8× Gesamtsieg: 2002–2009
- 2. Gesamtrang: 2000, 2001 und 2011
- 3. Gesamtrang: 2010

### Europacup
- 19× Gesamtsieg: 1979–1982, 1984–1987, 1989, 1990, 1992–2000
- 3. Gesamtrang: 1977

### Österreichische Meisterschaften
- Hirschhofer gewann von 1979 bis 2012 95 österreichische Meistertitel: 26× Slalom, 28× Riesenslalom, 18× Super-G, 7× Parallelslalom und 16× Kombination

## Auszeichnungen
- Silbernes Ehrenzeichen für Verdienste um die Republik Österreich: 1996
- Goldenes Ehrenzeichen für Verdienste um die Republik Österreich: 2004